# ウォイ・ウォイ駅
ウォイ・ウォイ駅（Woy Woy railway station）はオーストラリアのニューサウスウェールズ州セントラル・コースト市ウォイ・ウォイ地区にある、シドニー・トレインズの駅である。

## 駅構造
単式ホーム1面2線（ホーム長：246m）を有する地上駅である。当駅は8両分のホーム有効長があり、ドアカットは行われない。

### のりば
| 番線 | 路線                                           | 方向 | 行先                                                         |
| ---- | ---------------------------------------------- | ---- | ------------------------------------------------------------ |
| 1    | ■セントラル・コースト & ニューカッスル・ライン | 上り | ストラスフィールド、セントラル方面                           |
| 2    | ■セントラル・コースト & ニューカッスル・ライン | 下り | ゴスフォード、ワイオン、ニューカッスル・インターチェンジ方面 |

## 利用状況
2013年度の1日平均乗車人員は4,320人である。Sydney Trains および NSW TrainLink 管内の駅では第56位である。

## 隣の駅
Sydney Trains
■セントラル・コースト & ニューカッスル・ライン
速達タイプ
ホーンズビー駅 - ウォイ・ウォイ駅 - ゴスフォード駅
停車タイプ
ワンダビン駅 - ウォイ・ウォイ駅 - コールウォン駅